# سلسله سید
سلسله سید (به انگلیسی: Sayyid dynasty) از ۱۴۱۴ تا ۱۴۵۱ (میلادی) بر بخش‌هایی از هند حکومت کردند.
مرکزیت این سلسله در دهلی بود.
آنان خود را از سادات می دانستند.
این سلسله توسط خضر خان بنیان گذارده شد.